# Vivattnet (Stensele socken, Lappland, 722658-152908)
Vivattnet är en sjö i Storumans kommun i Lappland och ingår i Umeälvens huvudavrinningsområde. Sjön har en area på 0,379 kvadratkilometer och ligger 453,4 meter över havet. Sjön avvattnas av vattendraget Skäggvattsbäcken.

## Delavrinningsområde
Vivattnet ingår i det delavrinningsområde (722905-152916) som SMHI kallar för Utloppet av Skäggvattnet. Medelhöjden är 467 meter över havet och ytan är 34,71 kvadratkilometer. Det finns inga avrinningsområden uppströms utan avrinningsområdet är högsta punkten. Skäggvattsbäcken som avvattnar avrinningsområdet har biflödesordning 3, vilket innebär att vattnet flödar genom totalt 3 vattendrag innan det når havet efter 312 kilometer. Avrinningsområdet består mestadels av skog (60 procent) och sankmarker (27 procent). Avrinningsområdet har 2,63 kvadratkilometer vattenytor vilket ger det en sjöprocent på 7,6 procent.